# Katya Elizabeth Ávila Vázquez
Katya Elizabeth Ávila Vázquez es una política mexicana. Es senadora plurinominal de la LXIV Legislatura y LXV Legislatura por el Partido Encuentro Social.

## Formación
Cuenta con una licenciatura truca y se le considera pasante.

## Trayectoria
Fue colaboradora en dependencias del gobierno de la Ciudad de México y colaboradora en dependencias de la Administración Pública Federal por 7 años, al igual se enfoca en la promoción y defensa de derechos humanos y de perspectiva de género.

## Senado
Es actual secretaria de la mesa directiva, secretaria de administración y es integrante en las siguientes comisiones:
- Juventud y Deporte.
- Zonas Metropolitanas y Movilidad.
- Desarrollo Urbano, Ordenamiento Territorial y Vivienda.
- Desarrollo y Bienestar Social.
- Comisión Especial de seguimiento a la implementación del T-MEC.
- Grupo de Trabajo para analizar los mecanismos de apoyo a las y los trabajadores que han perdido su trabajo o han visto disminuidos sus ingresos con motivo de la contingencia sanitaria.